# 越阪部豊
越阪部 豊（おさかべ ゆたか、1950年11月1日 - ）は、埼玉県出身の元プロ野球選手（投手）。

## 来歴・人物
豊岡高では、1968年夏の埼玉県予選で大宮工業高に4-3で敗れたが、飯能高との練習試合では1安打の完封勝ちを記録したことのある長身速球投手。
1968年にテスト入団で合格し、ドラフト外でサンケイアトムズに入団する。しかし、一軍公式戦に出場がないまま1969年に1シーズン限りで現役を引退した。

## 詳細情報

### 年度別投手成績
- 一軍公式戦出場なし

### 背番号
- 75 （1969年）